# Дарна Марса Равело! Анґ Паґбабалік
«Дарна Марса Равело! Анґ Паґбабалік», або просто «Дарна! Анґ Паґбабалік» — філіппінський супергеройський фільм 1994 року, заснований на персонажі філіппінських коміксів Дарні. Режисери: Пеке Галлага та Лор Рейес за сценарієм драматурга Флоя Кінтоса, у головних ролях Анджанетт Абаярі в ролі Нарди/Дарни, а також Еду Манзано, Б. Б. Гандангарі (в титрах як Рустом Паділья), Бонг Альварес, Піліта Корралес, Чері Гіл і Лестер Ллансанг. Виробництво: Viva Family Entertainment. Фільм вийшов на екрани 9 червня 1994 року
Станом на 2023 рік це останній фільм про Дарну, який вийшов у кінотеатрах, натомість в наступні роки для персонажа Дарни студії вирішили випускати телевізійні шоу.

## Сюжет
Після перемоги над групою злочинців, які викликають потік лахара в її образі Дарни, Нарда повертається додому, але там її збиває з ніг жінка, яка викрадає білий камінь, що перетворює її на Дарну. Дінґ та її бабуся рятують її від підйому лахару, але вона втрачає розум, коли разом з односельцями тікає до Маніли. Прибувши до фавели, сім'я Нарди оселяється у колишнього односельця Пола, який вчить їх заробляти на життя і захищає Нарду від банди головорізів на чолі з лідером синдикату Магнумом.
Супроводжуючи Діна у продажу товарів, Дарну збиває автомобіль, у якому перебуває докторка Валентайн, харизматичною лідеркою культу Судного дня, який попереджає про майбутній потоп. Дінґ намагається втрутитися, але водій Валентайн притискає її до вікна машини, де вона бачить Білий Камінь. Здогадавшись, що камінь у Валентайн, під час молитовного мітингу Дінґ, Нарда та їхня сусідка Піа проникають у лігво Валентайн і виявляють, що камінь дає силу матері Валентайн, Валентині. Коли Дінґ забирає камінь, Валентині стає погано і вона прокидається. Їй вдається захопити Дінґа в заручники, але він встигає кинути камінь Нарді і попросить її перетворитися на Дарну. Дарна тікає з Дінґом, а Валентайн мучиться, спостерігаючи, як її мати перетворюється на жвхливу істоту.
Повністю одужавши, Нарда перешкоджає Магнуму під час пограбування банку і рятує Макса, офіцера поліції від вибуху бомби. Макс закохується в Нарду, не підозрюючи, що насправді є альтер-его Магнума. Тим часом бабуся Нарди піддається на проповіді Валентайн і приєднується до її культу, не підозрюючи, що для встановлення свого панування Валентайн і Валентина планують використати потоп. Під час шаленої молитви, яку очолює бабуся Нарди, Макс здогадується, що Нарда — це Дарна, і викрадає її.
У запланований день повені Валентайн застосовує свої здібності, щоб спричинити шторм, що затоплює Манілу. Пол і Дінґ проникають у лігво Валентайн і знаходять Нарду у в'язниці, а також Валентайн і Магнума, що поклоняються Валентині, яка використовує Білий Камінь, щоб відновити свої сили. Після тривалої сутички Дінґ стріляє Білим Каменем у Валентину, яка вибухає, ненавмисно проковтнувши його. Нарда забирає камінь і перетворюється на Дарну, кидаючи Магнума, який прийняв форму пітона, у вогонь. Валентайн тікає, але її справжню жахливу подобу виявляють її послідовники, що змушує їх її покинути. На даху Дарна вступає з Валентайн в кулачний бій, а потім піднімає її в повітря і кидає у воду. Потім Дарна застосовує свої здібності, щоб відвести воду й урятувати місто.

## Акторський склад
- Анжанетт Абаярі в ролі Нарда/Дарна
- Еду Манзано — Макс
- Рустом Паділья — Пол
- Бонг Альварес — Магнум
- Піліта Корралес — Валентина
- Шері Гіл — Валентайн, дочка Валентини[1]
- Лестер Ллансанг — Дінґ
- Ai-Ai delas Alas — заручниця
- Ева Рамос — галаслива мати L300
- Пен Медіна — капітан барангая
- Жеманіна Кампанілла — Піа
- Ромі Ромуло — водій Валентина
- Джун Ачавал — пілот
- Дуайт Ґастон — пілот
- Джінікі Лорел — банківська касирка
- Чікі Ксерес Бургос — губернатор
- Бонг Регала — армійський лейтенант

## Виробництво
На роль Дарни була обрана Анджанетт Абаярі після того, як вона з'явилася в рекламі автомобіля в образі персонажа разом з Альмою Консепсьон і Дейзі Ромуальдес. Цей фільм є першим фільмом режисера Еріка Матті в місцевій кіноіндустрії, який виступає як супервайзер.

## Домашні медіа
«Дарна! Анґ Паґбабалік» був випущений на DVD у Гонконзі кінокомпанією My Way Film Co. 27 вересня 2002 року. Зараз фільм доступний для трансляції Viva Communications на платформі Vivamax.